# Huỳnh đàn bắc
Huỳnh đàn bắc hay còn gọi là Huỳnh đường bắc, Xé da voi (có danh pháp khoa học là: Dysoxylum tonkinense) là một loài thực vật có hoa trong họ Meliaceae. Loài này được A.Chev. ex Pellegr. mô tả khoa học đầu tiên năm 1945.